# Bottiea

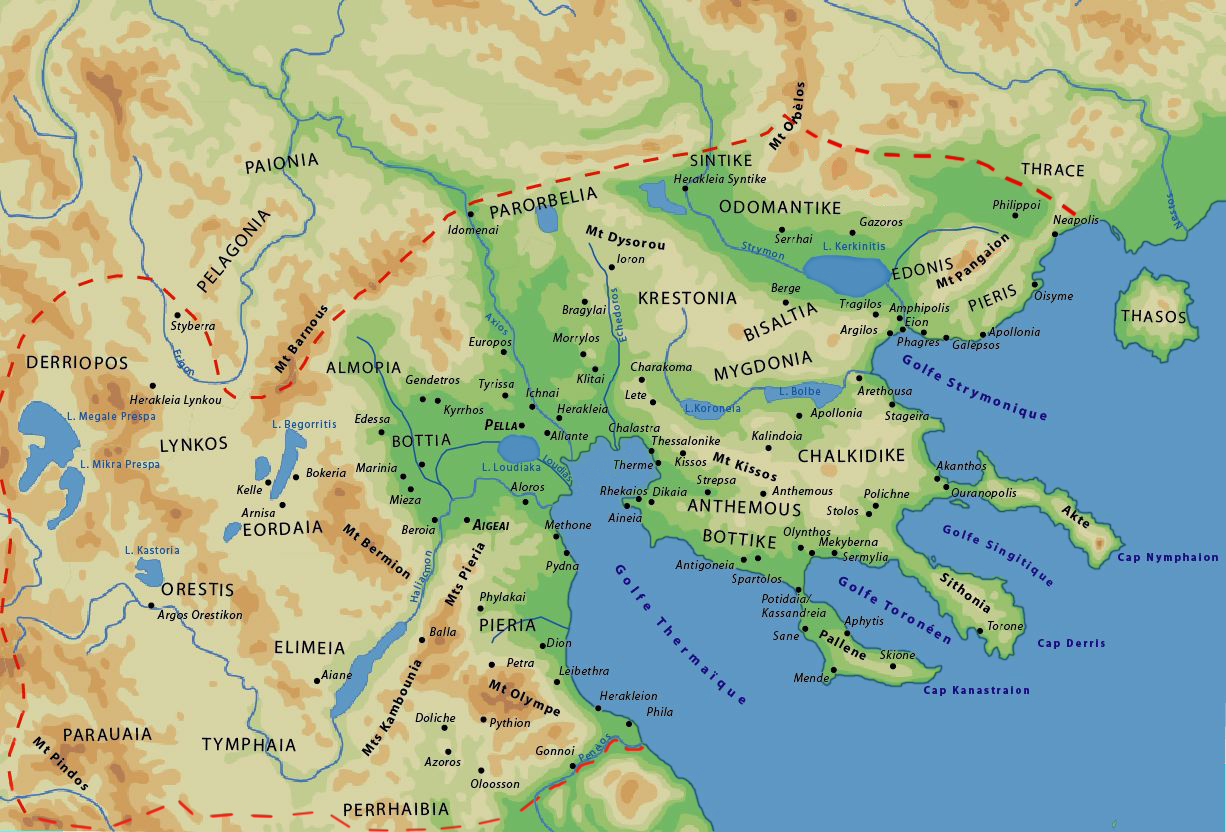
Bottiea

La Bottiea o Bottiaea o Bottia  (in greco antico: Βοττιαία?, Bottiáia) è un'antica regione della Macedonia meridionale che si estende a nord del tratto finale del fiume Aliacmone.
La regione è delimitata a nord e nord-ovest dai monti Voras, a est dal fiume Axios, a ovest dai monti Vérmion, a sud dall'Aliacmone e dal Mar Egeo.

## Storia
Il territorio è prevalentemente pianeggiante e attraversato da diversi corsi d'acqua. Nella parte meridionale, fra l'Axios e l'Aliacmone scorre il fiume Loudias. In quest'area, in epoca classica, il Loudias formava un lago omonimo ed intorno ad esso si estendeva una vasta aerea paludosa. Il lago, che successivamente prese il nome di Lago di Giannitsa dal nome della città omonima fondata dai Turchi nel XIV secolo, venne completamente prosciugato nel 1930.
Le antiche città della Bottiaea erano Vergina (prima capitale della Macedonia), Aloros, Pella (seconda capitale della Macedonia), Edessa, Mieza, Atalanta, Calindea, Gortynia, Kyrros, Skydra, Ichnae e Berea (detta anche Veria o Veroia).
La regione era abitata da un popolo di origine incerta, i Bottiei, che in epoca arcaica furono espulsi dai macedoni ed andarono a stabilirsi in Bottika, nella regione della Calcidica occidentale.